# Rada Dialogu z Młodym Pokoleniem
Rada Dialogu z Młodym Pokoleniem – organ dialogu obywatelskiego pomiędzy przedstawicielami instytucji i władz publicznych a reprezentantami środowisk młodzieżowych, funkcjonujący w formule organu opiniodawczo-doradczego Przewodniczącego Komitetu do spraw Pożytku Publicznego, utworzony ustawą o zmianie ustawy o działalności pożytku publicznego i o wolontariacie z dnia 19 lipca 2019.

## Geneza
W maju 2019, podczas spotkania ze środowiskami młodzieżowymi w Kancelarii Prezesa Rady Ministrów, powołanie Rady zapowiedział wiceprezes Rady Ministrów, przewodniczący Komitetu do spraw Pożytku Publicznego Piotr Gliński. Działanie to stanowiło odpowiedź na postulaty zgłaszane przez młodzieżowe środowiska obywatelskie.

## Zadania i działalność
Zgodnie z ustawą do zadań Rady Dialogu z Młodym Pokoleniem należy w szczególności:
- wyrażanie opinii w sprawach dotyczących stosowania ustawy w zakresie dotyczącym młodego pokolenia;
- wyrażanie opinii o projektach aktów prawnych oraz programach rządowych w zakresie dotyczącym młodego pokolenia;
- inicjowanie i wspieranie działań na rzecz zwiększania poziomu partycypacji obywatelskiej młodych ludzi w Rzeczypospolitej Polskiej;
- tworzenie forum dialogu między organizacjami pozarządowymi i innymi instytucjami społecznymi a organami władzy publicznej w zakresie dotyczącym młodego pokolenia;
- wspieranie działalności instytucji dialogu obywatelskiego działających na rzecz młodego pokolenia, w tym dzieci i młodzieży, ze szczególnym uwzględnieniem młodzieżowych rad gmin.

Rada Dialogu z Młodym Pokoleniem pracuje w formie posiedzeń plenarnych oraz w ramach stałych i doraźnych zespołów roboczych. Powołane zostały stałe zespoły robocze do spraw:
- Aktywizacji Młodzieży;
- Społeczeństwa Obywatelskiego;
- Rynku Pracy i Przedsiębiorczości;
- Polityki Informacyjnej i Komunikacji;
- Edukacji, Szkolnictwa Wyższego i Wychowania;
- Ekologii, Klimatu, Energii i Ochrony Środowiska.

W kwietniu 2020 Rada podpisała porozumienie z Ministerstwem Spraw Zagranicznych, na mocy którego resort zlecił jej przeprowadzenie otwartego konkursu na Młodzieżowego Delegata RP na 75. sesję Zgromadzenia Ogólnego Organizacji Narodów Zjednoczonych, który został rozstrzygnięty ostatecznie na drodze trzyetapowej procedury we wrześniu tego samego roku. Porozumienie RDzMP z MSZ było następnie przedłużane w latach 2021, 2022 i 2023, w których Rada ponownie organizowała konkurs na Młodzieżowego Delegata RP na forum ONZ.
W 2020 Rada wypracowała założenia projektu ustawy wzmacniającej młodzieżowe rady przy Jednostkach Samorządu Terytorialnego, które stały się podstawą rządowego projektu ustawy, który został przyjęty przez obie izby parlamentu, a ostatecznie 1 czerwca 2021 uchwaloną ustawę podpisał prezydent Andrzej Duda. Rada zaangażowała się także, we współpracy z Ministerstwem Rodziny i Polityki Społecznej, w tworzenie Solidarnościowego Korpusu Wsparcia Seniorów pomagającego najstarszym w okresie pandemii COVID-19.
W styczniu 2021, współpracując z Ministerstwem Rozwoju, Pracy i Technologii, Rada przeprowadziła nabór na członków zespołu monitorującego program Gwarancje dla Młodzieży reprezentujących organizacje młodzieżowe. Od lutego do listopada tego samego roku Rada wspólnie z pełnomocnikiem rządu do spraw polityki młodzieżowej organizowała konsultacje wojewódzkich Strategii RP na rzecz Młodego Pokolenia, w których udział wzięło ok. 30 tys. osób. RDzMP współorganizowała również tematyczne procesy konsultacyjne dotyczące założeń nowego przedmiotu szkolnego Biznes i Zarządzanie oraz reformy Stypendium Prezesa Rady Ministrów. Zaangażowała się także we współpracę z Ministerstwem Zdrowia w zakresie realizacji programu wsparcia psychiatrii dziecięcej i młodzieżowej.
W 2022 RDzMP była odpowiedzialna za organizację Ogólnopolskiej Konferencji Młodzieżowych Rad i Środowisk Młodzieżowych oraz konkursu Ambasador Młodego Pokolenia. Rada zaangażowała się także w działalność powołanego przez Ministerstwo Klimatu i Środowiska zespołu przygotowującego założenia wprowadzenia do szkół edukacji ekologicznej i klimatycznej. Decyzją Ministra Edukacji i Nauki jej przedstawiciele weszli również w skład Krajowej Grupy Roboczej ds. Unijnego Dialogu Młodzieżowego. Była też zaangażowana w organizację modułu młodzieżowego Światowego Forum Zarządzania Internetem i jego krajowych odpowiedników, a także realizację polskiego programu Europejskiego Roku Młodzieży.

## Struktura
Zgodnie z przepisami ustawowymi, w skład Rady wchodzi między 20 a 35 członków, w tym przedstawiciele:
- Prezydenta Rzeczypospolitej Polskiej;
- Rzecznika Praw Dziecka;
- Prezesa Rady Ministrów;
- ministra właściwego do spraw oświaty i wychowania;
- ministra właściwego do spraw szkolnictwa wyższego i nauki;
- ministra właściwego do spraw kultury fizycznej;
- przewodniczącego Komitetu do spraw Pożytku Publicznego;
- Rady Działalności Pożytku Publicznego
- jednostek samorządu terytorialnego;
- młodzieżowych rad gmin;
- Parlamentu Studentów Rzeczypospolitej Polskiej;
- organizacji pozarządowych.

Przedstawiciele strony pozarządowej (młodzieżowych rad jednostek samorządu terytorialnego, Parlamentu Studentów RP i organizacji pozarządowych) stanowią co najmniej połowę składu Rady. Członków Rady powołuje i we wskazanych w ustawie sytuacjach odwołuje przewodniczący Komitetu do spraw Pożytku Publicznego. Kadencja Rady trwa dwa lata.

## Kadencje Rady

### I kadencja
7 października 2019 przewodniczący Komitetu do spraw Pożytku Publicznego Piotr Gliński powołał członków Rady Dialogu z Młodym Pokoleniem I kadencji. Współprzewodniczącymi zostali Piotr Wasilewski (strona pozarządowa) i Piotr Mazurek (strona rządowo-samorządowa), który we wrześniu 2020 został powołany przez premiera Mateusza Morawieckiego na urząd pełnomocnika rządu ds. polityki młodzieżowej.

### II kadencja
W październiku 2021 została powołana II kadencja Rady Dialogu z Młodym Pokoleniem. Jej współprzewodniczącymi ponownie zostali wybrani Piotr Mazurek i Piotr Wasilewski.

### III kadencja
W październiku 2023 została powołana III kadencja Rady Dialogu z Młodym Pokoleniem. Jej współprzewodniczącymi zostali wybrani Piotr Mazurek (strona rządowo-samorządowa) i Jarosław Olszewski (strona pozarządowa).